# بلقاسم النكادي
أبي القاسم البوزكاوي الزروالي الإدريسي وفي رواية أخرى محمد بلقاسم النكادي والمشهور باسم بلقاسم النكادي، مجاهد وثائر مغربي، انخرط في صفوف بوحمارة، وبعد تفكيك واعتقال زعماء تلك الثورة، فر إلى واحات تافيلالت لينخرط في حركة مبارك التوزونيني الجهادية، فأبدى بلاء حسنا وأثخن في الفرنسيين وهزمهم في عدة معارك، فعينه قائدا ووزيرا للحرب، وبعد خلاف مع التوزونيني، انفرد بزعامة الحركة وبويع سلطانا للجهاد في 23 أكتوبر 1919 في قرية أولاد الإمام بين الريصاني وأرفود والعيون الشرقية 

## مسيرته
انتصر النكادي على الجيش الفرنسي في معركة البطحاء في 15 أكتوبر 1918 م. وحاصرهم في مركز تيغمرت. فاستولى على تافيلالت أيام عيد الأضحى، واحتل قصبة منسوبة للمولى سليمان. فنظم التوزونيني جيشاً مرابطاً رأس عليه بلقاسم النكادي وعينه وزيراً للحربية 
ساندهم في تافيلالت أهل السفالات وأبوعام والريصاني، فشنوا حملة على نفوذ الشرفاء المسيطرين على المنطقة. شبه المهدي الناصري سيرة بلقاسم النكادي قبل دخول التوزونيني تافيلالت بسيرة الحجاج الثقفي حيث أورد أنه: «سلك بأهل تافيلالت مسلك الحجاج بأهل العراق ومسلك أبي مسلم ومن كان مثله من عصاة الأوفاق». وقد وصف شاهد عيان التغيير الاجتماعي الذي وقع في الواحات، وهي رسالة من الفقيه محمد بن سعيد الجراري إلى التهامي الكلاوي: 
وقد بلغت هذه السياسة ذروتها عندما لم يسلم مولاي عبد الله بن الرشيد من سيف التوزونيني، الذي لم تشفع له صداقته مع بلقاسم النكادي وإبداء تعاطفه مع المقاومة وزعامتها من التصفية، وكانت هذه السياسة القاسية مع الشرفاء هي التي خلقت العداء بين النكادي والتوزونيني.

### نهاية حركته
بسبب وضعه الهش، حاول النكادي التنسيق مع أمازيغ زاوية أحنصال، وحاول استعادة مصداقيته كسلطان جهاد عندما نجح في تجنيد أربعمائة من آيت مرغاد سَمْكَاتْ وأَكْدّيمْ وبعض آيت أزدك زاوية سيدي بوكيل، وباء هجومه على ثكنة فرنسية بالفشل، وانسحب إلى قصر ماكَّمَانْ فارا بجلده بعد مواجهة مع أنصاره عندما علموا نيته على إخلاء البلاد. فاتفق مع حراطين آيت يحيى وعثمان، فحرضهم على أسيادهم، فاستجابوا له ومكنوه من رقاب وذخائر أعيان وشيوخ قبائل آيت مرغاد، وذلك في محرم سنة 1340 هـ.
وبذلك قام الحراطين بتصفية حساباتهم الاجتماعية والإثنية مع أسيادهم، ملتحقين في ذلك بإيملوان الرك الذين كانوا عماد حركة النكادي والتوزونيني منذ بدايتها. بعد عمليات اخضاع القبائل التي شنتها فرنسا، فرّ بلقاسم النكادي من تافيلالت مساندا من أيت خباش، وأيت حمو. وتوسع الزحف العسكري الذي شنه الجيش الفرنسي على هذه القبائل باتجاه جبل صاغرو، الذي عرف أعنف المعارك، وقد تم اخضاعه في فبراير ومارس 1933. وبعد لجوء النكادي ورجاله إلى درعة، ألقى النكادي السلاح سنة 1935، وكانت حركته آخر من أوقف اطلاق النار في المغرب ضد الفرنسيين.
بعد وقف إطلاق النار بينه وبين الفرنسيين القي عليه القبض من طرف السلطات الفرنسية واقتادته أسيرا، ثم نفته إلى تندرارة بإقليم بوعرفة، وهي منطقة معروفة بصعوبة طقسها صيفا وشتاء، وبقي في منفاه إلى حين استقلال المغرب سنة 1956 حيث أطلق سراحه - أي بعد عشرين سنة - فعاد إلى عيون سيدي ملوك بالمغرب الشرقي، وعندما نزل من القطار الذي أقله من تندرارة وجد نفسه وحيدا قد نسيه العام والخاص لانشغالهم ببهجة الاستقلال، وبقي منزويا إلى حين وفاته ودفن في مقبرة الشرفاء بدادا علي جنوب العيون الشرقية حيث قبره معروف.[5]
كان يلقب ببلارج ( بلارج هو طائر اللقلق) وذلك انه عندما كان في صغره تلميذا في الكتاب لحفظ القرآن الكريم كان ضعيف البنية رقيق الساقين فلقبه معلمه ببلارج فالتسق به هذا اللقب طيلة حياته.[6] 
وفاته
توفي سنة 1962 بالعيون الشرقية ودفن بمقبرة دادا على جنوب العيون المذكورة. 